# Livré-sur-Changeon
Livré-sur-Changeon är en kommun i departementet Ille-et-Vilaine i regionen Bretagne i nordvästra Frankrike. Kommunen ligger i kantonen Liffré som tillhör arrondissementet Rennes. År 2022 hade Livré-sur-Changeon 1 737 invånare.

## Befolkningsutveckling
Antalet invånare i kommunen Livré-sur-Changeon
Referens:INSEE